# Weinbau in Argentinien

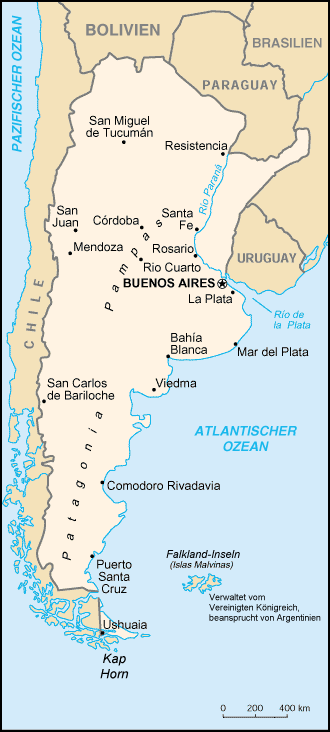
Überblick über den Staat Argentinien. Die Weinbaugebiete erstrecken sich vom Norden über nahezu 70 % der Länge des Staates bis zur Provinz Chubut. Die Weinbaugebiete liegen allesamt in den Ausläufern der Anden

Weinflaschen bekannter Anbieter argentinischen Weins

In Argentinien wird Weinbau seit dem 16. Jahrhundert betrieben. In der letzten Statistik des OIV von 2022 nimmt Argentinien hinter Italien, Frankreich, Spanien, USA, Australien  und Chile, den 7. Rang ein. Auf fast 207.000 Hektar Rebfläche werden jährlich 11.500.000 Hektoliter (Jahr 2022) Wein produziert. Diese Menge entspricht in etwa 4,4 % der weltweit produzierten Weinmenge. Allerdings wird für 2023 aufgrund von klimatischen Faktoren wie Wasserknappheit, steigenden Temperaturen und lokalen dürreähnliche Bedingungen eine Mindermenge von - 23 % erwartet. Während die Menge der produzierten Weißweine seit dem Jahr 2000 stagniert, vervielfachte sich bis 2013 die Menge der erzeugten Rotweine von knapp 4 Millionen auf über 15,2 Millionen Hektoliter.
Bis vor 20 Jahren wurden praktisch nur einfache Weine in großer Menge für den lokalen Markt produziert. Seit Anfang der 1990er Jahre überzeugen auch Qualitätsweine auf dem Exportmarkt. Im Jahr 2004 exportierte der südamerikanische Staat Wein im Wert von 431 Millionen US-Dollar, vor allem die Sorte Malbec.
Die stark zergliederten Rebflächen erstrecken sich in etwa von Salta im Norden bis zur Provinz Chubut im Süden. Sie bilden im Westen des Landes entlang der Ausläufer der Anden einen Streifen in einer Länge von 1750 Kilometer und einer Breite von 100 Kilometer.

## Geschichte des Weinbaus in Argentinien
Die Wurzeln des Weinbaus in Argentinien liegen in Spanien. Weinbau wird seit der Zeit der spanischen Konquistadoren im 16. Jahrhundert betrieben. Nahezu 380 Jahre entwickelte sich die Rebfläche stets positiv, bis sie im Jahr 1977 ihr vorläufiges Maximum erreichte. Motor der Aufwärtsbewegung war lange Jahre die Befriedigung des Inlandskonsums. Die Weinbauern versäumten es in der Folge, auch politisch motiviert, sich dem internationalen Wettbewerb zu stellen. Als der einheimische Markt aufgrund veränderter Verbrauchergewohnheiten zusammenbrach, musste der argentinische Weinbau grundlegend reformiert werden. In Argentinien beläuft sich die bestockte Rebfläche 2014 auf 228 Tha und ist seit 2012 um 6 000 ha gestiegen.

### Die Anfänge

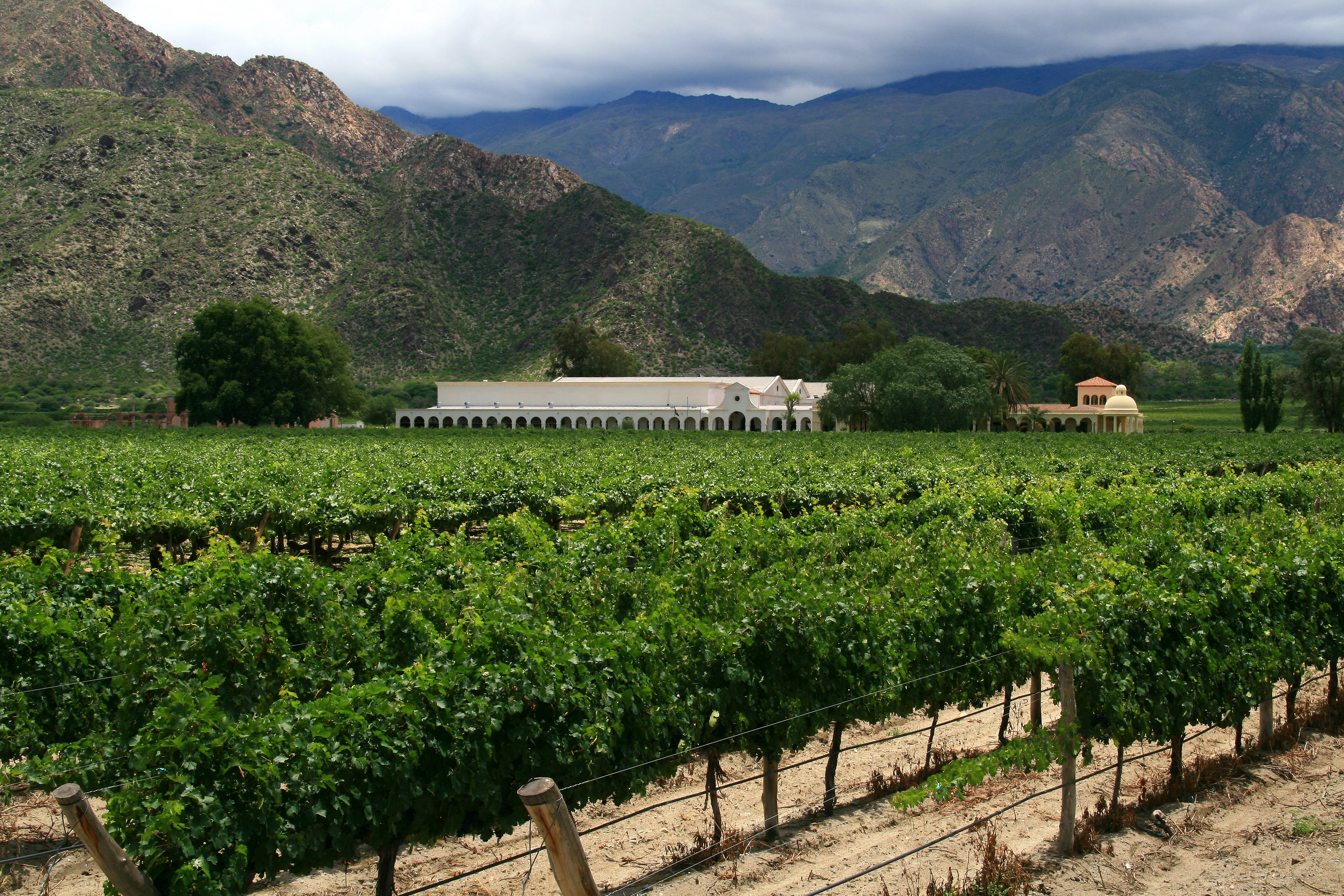
Weingärten in Valles Calchaquíes, Cafayate, Salta (Stadt).

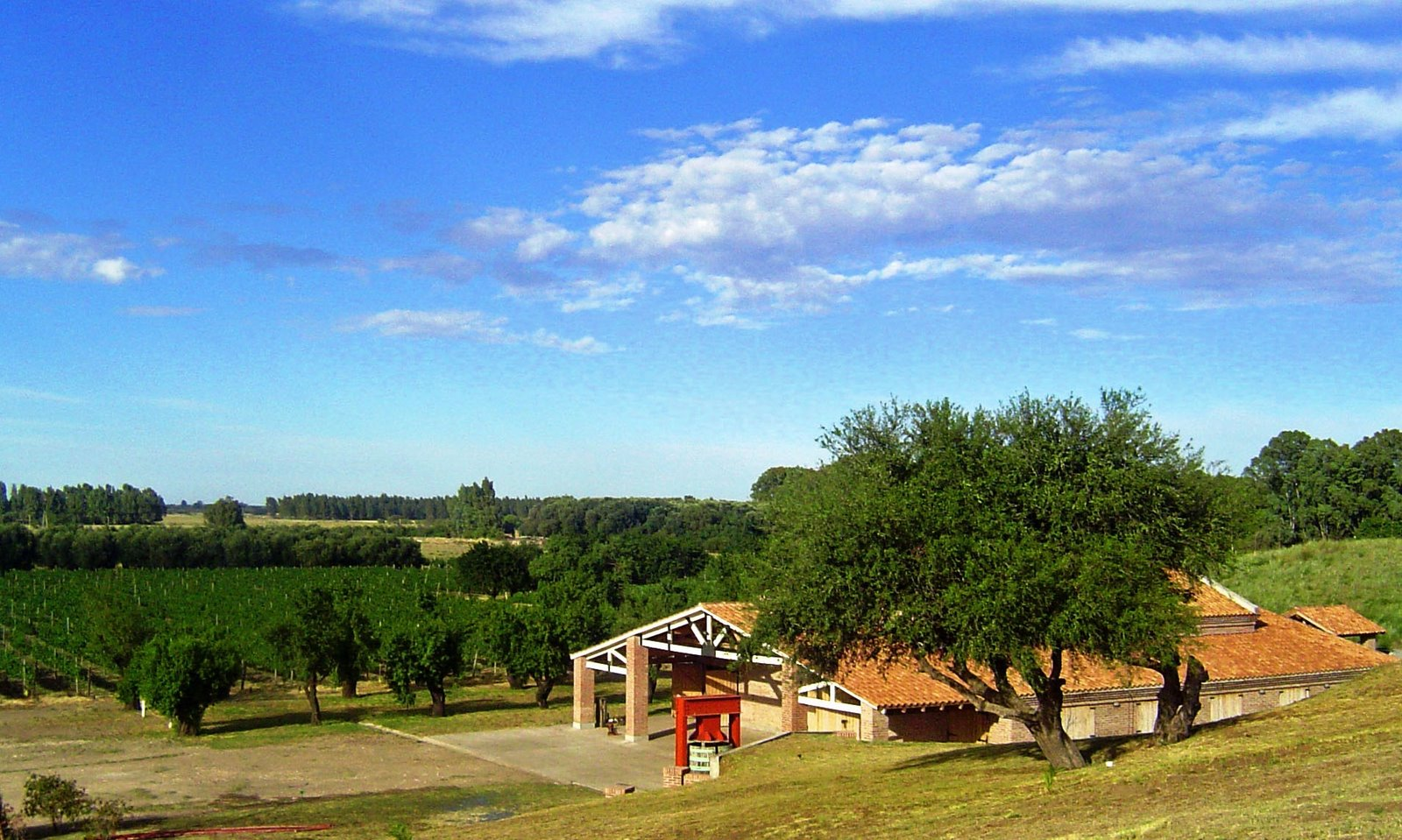
Al Este Bodega y Viñedo. Médanos, Buenos Aires

Begründet wurde der Weinbau in Argentinien durch die ersten europäischen Siedler, die aus Spanien und Portugal nach Südamerika kamen. Denkbar war er jedoch nur durch die Vorarbeit der Inka. Ihnen ist es zu verdanken, dass in dem semi-ariden Klima der Region um die Provinz Mendoza durch ein ausgeklügeltes Bewässerungssystem der Boden des steppenhaften Monte nutzbar gemacht wurde. Zu diesen Zwecken wurden die Wasserläufe der Flüsse Río Mendoza, Río Tunuyán, Río Atuel und Río Diamante (alles Nebenflüsse des Río Desaguadero) in das System eingebunden. Als die ersten europäischen Siedler in die Gegend kamen, wurde das Bewässerungssystem vom indigenen Stamm der Huarpe genutzt.
Der spanische Seefahrer Juan Díaz de Solís erreichte im Jahre 1516 als erster Europäer das heutige Argentinien. Dieses Gebiet wurde im 16. Jahrhundert von den Spaniern aus zwei Richtungen kolonisiert: Von Peru aus nahmen sie die nordwestlichen Teile des Landes in Besitz, während andererseits vom Atlantik aus spanische Niederlassungen am Stromsystem des Río de la Plata gegründet wurden.
Wildreben wie die bekannte Vitis labrusca in Nordamerika fanden die Siedler in Argentinien kaum vor. Erste Versuche mit dem Weinbau machten die Konquistadoren daher erst ab 1541 in der Nähe der Atlantikküste am Río de la Plata mit importierten Reben aus Europa.
Als erster Winzer gilt der spanische Missionar und Priester Juan Cidrón, der zusammen mit Soldaten vom chilenischen La Serena nach Argentinien kam. Die Bürger der im Norden liegenden Stadt Santiago del Estero, der ältesten durchgängig bewohnten Stadt Argentiniens, benötigten nach dem Bau einer Kirche einen Pfarrer sowie den entsprechenden Messwein. Je nach schriftlicher Quelle legte Juan Cidrón zwischen 1554 und 1556 in der Nähe der Kirche erste Weinanpflanzungen an. Aller Wahrscheinlichkeit nach wurde der Weinberg mit der Rebsorte Criolla grande bestockt, einer Sorte, die vermutlich von der in Chile País und in Kalifornien Mission genannten Rebe abstammt, deren wahrer Ursprung immer noch unbekannt ist.
Einige Jahre später legte Juan Cidrón zusammen mit Juan Jufré einen ersten Weinberg in der 1551 gegründeten Stadt Mendoza an. Im Jahr 1561 gab es offiziell zwei Weinberge in dieser Stadt. In den nächsten 200 Jahren stieg diese Zahl auf mehr als 100 Weinberge.
Die Jesuiten und Franziskaner des Landes fanden in den Ausläufern der Anden generell die günstigsten Voraussetzungen für den Weinbau. Zwischen 1569 und 1589 wurden die Grundlagen des gewerblichen Weinbaus in der nördlich von Mendoza gelegenen Provinz San Juan gelegt. Die Gemeinde Jesús María beispielsweise entwickelte sich aus einer Estancia, die ab 1576 in der Gegend eingerichtet wurde und sich vor allem dem Weinbau widmete. Sie gehörte ab 1618 den Jesuiten, bis zu deren Vertreibung 1767. Der lagrimilla, der erste amerikanische Wein, der ins spanische Königshaus gelangte, kam aus dieser Estancia.
Bereits zu Beginn des 18. Jahrhunderts wurde der Wein der Region Mendoza im fast 1000 Kilometer entfernten Buenos Aires gehandelt. In den 1820er Jahren kam es nach der Gründung einer argentinischen Konföderation zu einer ersten starken Einwanderungswelle, so dass der Inlandsmarkt massiv anwuchs. Doch erst die im Jahr 1885 durch die Briten eingeweihte Eisenbahnlinie zwischen Mendoza und Buenos Aires erleichterte den Transport der Weine zu diesem Absatzmarkt deutlich und sorgte mittelfristig für einen erheblichen Aufschwung im Handel mit Wein.
Einem Dokument aus dem Jahr 1887 ist zu entnehmen, dass die bestockte Rebfläche bei Mendoza zu diesem Zeitpunkt bei beachtlichen 2700 Hektar lag. Eine Folge dieses plötzlichen Aufschwungs war es, dass die Winzer primär um hohe Produktionsmengen bemüht waren, um den boomenden Inlandskonsum zu befriedigen. Quantität ging vor Qualität und es dominierte einfacher Tafelwein, der so ausgebaut wurde, dass er selbst die längsten Transportwege des Landes in genießbarem Zustand überstand.
Die trotz guter Randbedingungen mangelnde Qualität der Weine beklagte bereits Don Eusebio Blanco in seinem 1872 erschienenen Buch Las viñas y los vinos en Mendoza („Weingärten und Weine in Mendoza“). Sein Schwiegersohn und späterer Gouverneur der Provinz Mendoza, Tiburcio Benegas Ortíz (1844–1908), war ebenfalls von dem Qualitätspotential des Standorts Mendoza überzeugt und gründete im Jahr 1883 in San Vicente im Distrikt Godoy Cruz ein 250 Hektar großes Weingut namens El Trapiche. Er gilt als einer der Vorreiter des südamerikanischen Qualitätsweinanbaus. Sein Gut darf nicht mit der heute bekannten Bodega Trapiche verwechselt werden. Diese Bodega kaufte lediglich die Rechte an der Verwendung des Namens und gilt somit als legitimer Nachfolger.

### Unabhängigkeitszeit

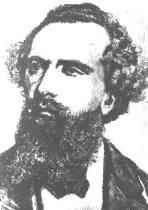
Die Einwanderungspolitik von Nicolás Avellaneda beeinflusste den argentinischen Weinbau maßgeblich

Die Jahre von 1880 bis 1912 waren durch die zweite massive Einwanderungswelle vor allem von Italienern und Spaniern gekennzeichnet. Die Einwanderung wurde von einem Gesetz von Nicolás Avellaneda stimuliert, das die Erlangung einer Aufenthaltsgenehmigung stark vereinfachte. Die Wirtschaft war in der Folge stark auf den Export von Rohstoffen und den Import von Industrieprodukten eingestellt. Diese Jahre brachten Argentinien wirtschaftlichen Aufschwung, die Periode endete aber mit der Weltwirtschaftskrise.
Die Regierung von Julio Argentino Roca und die folgenden Regierungen unter Miguel Juárez Celman (1886–1890), Carlos Pellegrini (1890–1892), Luis Sáenz Peña (1892–1895), José Evaristo Uriburu (1895–1898) und wiederum Roca waren oligarchisch ausgerichtet, mit großem Einfluss der Großgrundbesitzer. Mit dieser politischen Grundeinstellung wurden die Weichen der heutigen Struktur des argentinischen Weinbaus gelegt. Etliche der in jener Zeit gegründeten Weinbaubetriebe beherrschen jetzt noch den Markt und gehören zu den größten Betrieben weltweit.
Die Einwanderer siedelten sich in den Städten und in so genannten „Kolonien“ auf dem Land an. Diese Welle verstärkte die Dominanz des Litoral und besonders von Stadt und Provinz Buenos Aires zusätzlich, da sich der Großteil der Einwanderer in dieser Gegend niederließen. Diese Siedler brachten nicht nur Weinbaukenntnisse mit, sondern hatten einen anderen Geschmack als die bisherige einheimische Bevölkerung. Es dauerte somit nicht lange, bis neue europäische Reben nach Argentinien eingeführt wurden.
Als Pionier dieser Import-Bewegung gilt der Franzose Aimé Pouget, der schon ab dem Jahr 1850 mit der Einfuhr der französischen Rebsorten Cabernet Sauvignon und Malbec begann. Ermutigt worden war er zuvor von Domingo Faustino Sarmiento, dem späteren Gouverneur der Region Cuyo (Mendoza – San Juan) und Präsidenten von Argentinien.
Relativ früh ist der Ausbau von Weinen der Rebsorte Spätburgunder (Pinot Noir) belegt. Unterbrochen wurde dieser Import aus Europa jedoch ab 1870 aufgrund der in Europa wütenden Reblausinvasion. Anfang des 20. Jahrhunderts importierte der in Conegliano, Italien, ausgebildete Önologe Leopoldo Suarez rund 600 Rebsorten, nachdem er die wichtigsten Anbaugebiete in Frankreich, Spanien, Griechenland, Algerien, Tunesien, Ägypten und Ungarn besucht hatte.
Juan Perón gewann die Wahlen 1946 und dominierte mit seiner Frau Eva (genannt Evita, † 1952) das politische Leben bis 1955. Bestandteil der peronistischen Politik waren die Nationalisierung wichtiger Industriezweige und die Ausweitung des Importsubstitutions-Modells auf die Konsumgüterindustrie. Vor allem in seiner ersten Regierungszeit erlebte Argentinien die Industrialisierung weiter Teile des zuvor landwirtschaftlich geprägten Landes und eine darauf folgende wirtschaftliche Blütezeit mit einem Wohlstandsniveau, das später nie wieder erreicht wurde. Aus dieser Zeit stammt der Ausspruch Peróns, von dem, was eine argentinische Familie in den Müll wirft, könnten fünf europäische Familien überleben. Von 1920 bis in die 1950er Jahre war Argentinien tatsächlich weitaus wohlhabender als die unter den Kriegsfolgen leidenden europäischen Länder und stand zeitweise unter den wohlhabendsten Nationen der Welt an achter Stelle. Der Inlandskonsum folgte dem Wohlstandsniveau, und die Rebfläche Argentiniens stieg in jener Zeit von knapp 100.000 Hektar auf über 190.000 Hektar. Der daraus resultierende Anstieg der Weinproduktion wurde komplett vom heimischen Markt absorbiert.
Die Nationalisierung eines Teils der Wirtschaft, die Industrialisierung und die Sozialpolitik, die allesamt gleichzeitig vorangetrieben wurden, ließen die Finanzreserven Argentiniens allerdings schnell zusammenschmelzen. Es kam zu einer hohen Inflation, und viele Argentinier verloren in dieser Zeit ihre Ersparnisse. Die sozialen Maßnahmen führten zu wachsenden Spannungen mit der traditionellen Großgrundbesitzeroligarchie, dem Militär sowie der katholischen Kirche.

### Weinbau heute
Nach der Absetzung Peróns führten diverse Militärregierungen das Land immer weiter ins Abseits. Eine ausufernde Bürokratie und eine daraus resultierende, stark verbreitete Korruption lenkten Argentinien zwischen den 1960er Jahren bis zu Beginn der 1980er Jahre zunehmend in die Isolation.
Der Niedergang schlug sich auch auf den Weinbau nieder. Zunächst verzerrten beeindruckend hohe Produktionszahlen das Bild, da der Wein ausschließlich für den einheimischen Konsum bestimmt war. Trotz ärmlicher Verhältnisse der einfachen Bevölkerung lag der Jahresverbrauch Anfang der 1970er Jahre bei 90 Liter Wein pro Kopf. Der Inlandsmarkt wurde mit billigem Vino de mesa beliefert. Der Wein war selbstverständlicher Bestandteil der argentinischen Küche. Eine Preisstaffelung als Ausdruck verschiedener Qualitäten existierte nicht.
Die Weinerzeuger investierten stattdessen in die Massenerzeugung und vernachlässigten die Qualität mangels Nachfrage. Diese Politik führte zu einer Überproduktion, die im Jahr 1977 mit 350.680 Hektar bestockter Rebfläche ihren vorläufigen Höhepunkt erreichte. Erträge von 250–400 Hektoliter/Hektar waren nicht ungewöhnlich.
Zur gleichen Zeit setzte ein dramatischer Rückgang des Inlandsverbrauchs ein. Anfang der 1990er Jahre fiel der Pro-Kopf-Verbrauch auf unter 50 Liter/Jahr, um sich fünf Jahre später bei ca. 39 Liter/Jahr einzupendeln. Im Jahr 2003 führte die OIV das Land Argentinien mit 32,1 Liter/Person und Jahr auf Rang 9 der Rangliste: Spitzenreiter war Luxemburg mit 55,8 Liter, dicht gefolgt von Frankreich (55,4 Liter), Portugal (52,6 Liter) und Italien (51,1 Liter).
In Anbetracht dieser Entwicklung befassten sich die ersten Weinerzeuger mit Weitblick gegen Ende der 1980er Jahre ernsthaft mit den Möglichkeiten eines Exports. Zuvor war ein Exportgeschäft kaum vorstellbar, da Argentinien unter einer Hyperinflation von bis zu 1000 Prozent pro Jahr litt.
Unter Präsident Carlos Menem erstarkte das Vertrauen der eigenen Bevölkerung in das Land. Ab 1989 privatisierte er die Staatsfirmen und die staatlichen Fernsehanstalten. Er deregulierte die Wirtschaft und gab die Preise frei. Während der Amtszeit des Wirtschaftsministers Domingo Cavallo wurde das Konvertibilitätsgesetz erlassen, das den Wert des argentinischen Peso 1:1 an den Dollar der Vereinigten Staaten koppelte. Die positive Entwicklung des Landes ermöglichte umfangreiche Investitionen in den Weinbau. Dies war zwingend notwendig, um hochwertige und damit auch Produkte im Hochpreis-Segment erzeugen zu können.
Der Umstieg zugunsten qualitativ besserer Weine erfolgte jedoch nicht so zügig wie im benachbarten Chile. Neben verspätet einsetzender positiver Wirtschaftsdaten erlitt der Weinbau Mitte der 1980er Jahre einige herbe Rückschläge. Die Bodega Arizu, das bis dato weltgrößte Weinbauunternehmen, wurde durch finanzielle Schwierigkeiten der Grupo Greco in den Konkurs gerissen. Die erhaltenen Produktionseinheiten gehören mittlerweile zum Kulturerbe Argentiniens.
1988 musste der staatseigene Betrieb Giol Konkurs anmelden. Giol wurde seinerzeit gegründet, um den Markt über riesige Abnahmemengen zu stabilisieren.
Um den Markt nachhaltig zu festigen, wurden die Weinbauern mittels finanzieller Anreize zur Rodung großer Rebflächen gedrängt. Die Bauern nahmen dieses Angebot dankend an, da die Weinpreise eine kostendeckende Arbeit nicht mehr ermöglichten. Insbesondere die Fläche der roten Rebsorten schrumpfte um fast ein Drittel, da die argentinische Mittelschicht in den 1980er Jahren ihre Vorliebe für Weißwein entdeckte.

## Entwicklung zu mehr Qualität

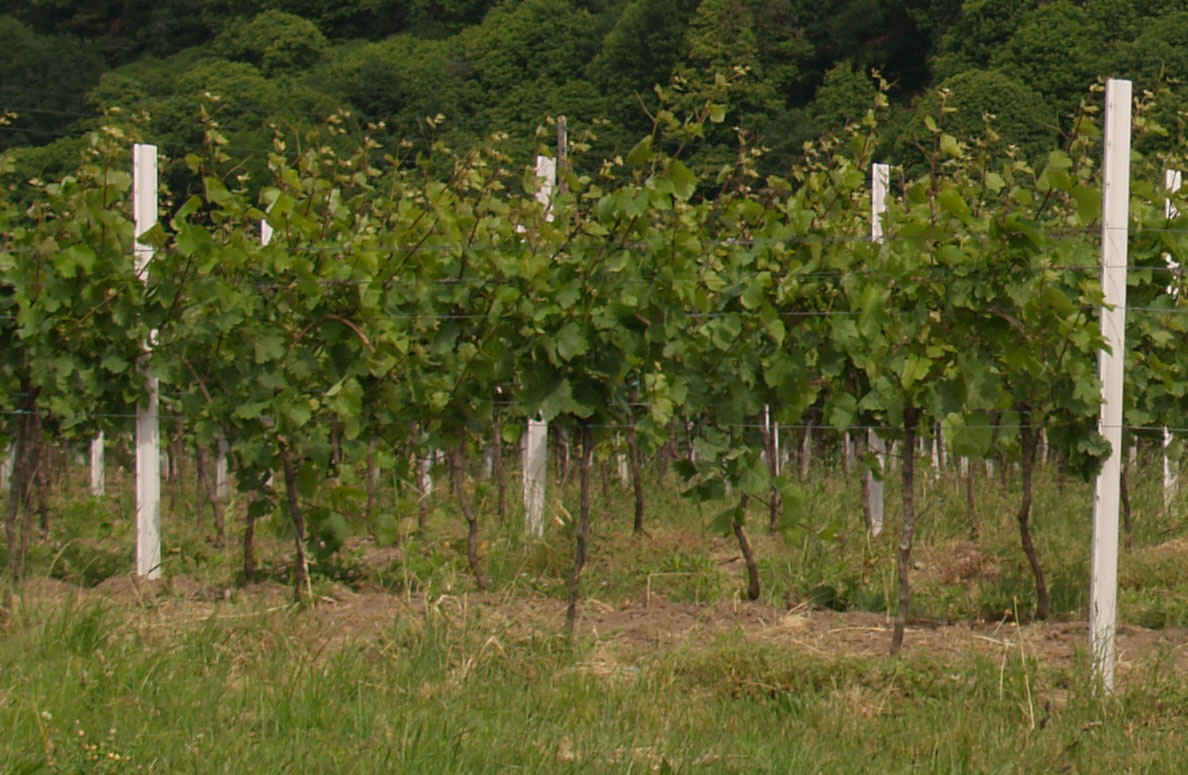
Die klassische Spalierdrahtrahmenerziehung, wie sie auch in Deutschland häufig zu sehen ist

Anfang des 20. Jahrhunderts brachten die Einwanderer aus Europa das Espaldera-Vertikal-Reberziehungssystem mit. Die Reben werden im Spalier an drei horizontal verlaufenden Drähten niedrig erzogen. Ab den 1950er Jahren wurde ein hohes Erziehungssystem, die Parral-cuyano-Spalier, eingeführt. Anstatt der üblichen 6000–8000 Reben je Hektar werden in der Parral-Kultur nur noch 1600–2000 Stöcke je Hektar gezogen. Dadurch erhält jeder Rebstock fünf bis sechs Quadratmeter Standfläche. Triebe und Trauben befinden sich auf einem horizontalen Drahtnetz in 2 m Höhe.
Als Vorteile der Parral-Erziehung gelten die Möglichkeit einer mechanischen Lese durch Obstvollernter, bedingt durch die breiten Rebzeilen eine leichte Bekämpfung von Unkräutern, eine gute Belüftung der Zeilen sowie Schutz vor Frost und Hitze. Hoher Ertrag gilt seit der verstärkten Hinwendung zu mehr Qualität nur noch bedingt als Vorteil. Heute werden praktisch nur noch die Massenträger Criolla grande, Criolla Chica und Cereza im Parral-System erzogen.
| Provinz             | Espaldera alta (Spalierdrahtrahmen hoch) | Espaldera baja (Spalierdrahtrahmen niedrig) | Parral     | Diverse |
| ------------------- | ---------------------------------------- | ------------------------------------------- | ---------- | ------- |
| Buenos Aires        | 29,52                                    | 0,00                                        | 0,00       | 0,00    |
| Catamarca           | 237,56                                   | 443,21                                      | 1660,72    | 36,09   |
| Chubut              | 0,00                                     | 20,00                                       | 0,00       | 0,00    |
| Córdoba             | 18,07                                    | 231,76                                      | 46,02      | 0,00    |
| Entre Ríos          | 0,00                                     | 0,00                                        | 0,00       | 4,73    |
| La Pampa            | 43,25                                    | 162,68                                      | 11,85      | 0,00    |
| La Rioja            | 969,03                                   | 4,53                                        | 6.963,71   | 467,23  |
| Mendoza             | 50.126,44                                | 25.359,86                                   | 77.100,52  | 339,83  |
| Misiones            | 0,00                                     | 0,00                                        | 2,25       | 0,00    |
| Neuquén             | 179,14                                   | 1.185,53                                    | 7,69       | 0,08    |
| Río Negro           | 1.123,61                                 | 636,94                                      | 1.071,60   | 60,07   |
| Santiago del Estero | 0,00                                     | 0,00                                        | 8,80       | 0,00    |
| Salta               | 291,82                                   | 322,13                                      | 1.332,20   | 2,77    |
| San Juan            | 4.972,53                                 | 1.846,95                                    | 41.172,87  | 46,55   |
| San Luis            | 5,00                                     | 0,00                                        | 1,00       | 0,00    |
| Tucumán             | 11,80                                    | 21,45                                       | 10,05      | 0,00    |
| Summe               | 69.007,77                                | 30.235,04                                   | 129.389,28 | 957,35  |

Im Jahr 1959 wurde das Instituto Nacional de Vitivinicultura (kurz INV) gegründet. Die wichtigsten Aufgaben des INV sind die Festlegung der Richtlinien eines Qualitätsweinbaus sowie die Kontrolle der Einhaltung.
In einer ersten Phase der Gesetzgebung wurden die Weine in drei Kategorien eingeteilt. Die Skala ging dabei von den einfachen, für den Verschnitt bestimmten Vinos de Corte über die meist leichten Vinos Comunes, die ohne Angaben von Jahrgang und Herkunft für den täglichen Gebrauch gedacht sind, bis zu den Vinos Finos. Die letztgenannte Kategorie unterliegt genauen Vorschriften in Bezug auf Jahrgangsnachweis, Herkunft, Rebsorte und Flaschenreife.
Das aktuelle System basiert auf der Herkunftsbezeichnung und teilt sich auf die Indicaciones de Procedencia (IP) (zurzeit praktisch deckungsgleich mit der jeweiligen Provinz), die Indicaciones Geográficas (IG) (die IG orientieren sich zurzeit fast ausschließlich an den Departamentos einer Provinz) und die qualitativ hochstehende Denominación de Origen Controlada.
Denominación de Origen Controlada (DOC) ist eine Herkunftsbezeichnung für Wein, ähnlich dem Appellation d’Origine Contrôlée (AOC) in Frankreich oder Denominación de Origen Controlada (DOC) in Spanien. Das Kriterium beinhaltet auch eine Obergrenze des Erntegewichts pro Flächeneinheit, also Doppelzentner pro Hektar.
Diese gesetzlich geregelte und kontrollierte Ursprungsbezeichnung wurde mit dem Ziel eingeführt, eine nachhaltige Qualitätsverbesserung der produzierten Weine zu erreichen. Die gesetzliche Regelung umfasst neben dem zulässigen Ertrag pro Hektar unter anderem auch die zugelassenen eng umschriebenen Anbaugebiete sowie die zulässigen Rebsorten.
Als erste DOC wurde Luján de Cuyo in Mendoza mit dem Jahrgang 1992/1993 klassifiziert. Es folgten bisher Maipú, Río Negro, San Rafael und Valle Calchaquí.
Voraussetzung für die Erteilung des DOC-Zertifikates ist die Einhaltung gewisser Kontrollbestimmungen:
- Die Herstellung muss durchgängig auf traditionelle Weise erfolgen.
- Die Trauben müssen aus einem bestimmten geographischen Raum stammen und der Wein muss in dieser Region hergestellt werden und zumindest teilweise gereift sein.
- Die Eigenschaften des Erzeugnisses müssen annähernd gleich bleibend sein und klar definierten Qualitätsstandards entsprechen.
- Die Herstellung wird durch eine Kontrollkommission streng überwacht und reguliert.

## Die Struktur des argentinischen Weinbaus
Die extreme Spreizung der Qualitäten von anonymen Billigprodukten bis zu hochwertigsten Weinen ist unter anderem der aktuellen Struktur des argentinischen Weinbaus geschuldet. Zum einen beherrschen einige wenige Großbetriebe den Exportmarkt und können aufgrund ihrer finanziellen Stärke auch Weine im Premium-Segment produzieren. Zum anderen bewirtschaften noch etliche Winzer im Nebenerwerb kleine Flächen. In der nachfolgenden Tabelle wird die Aufschlüsselung der Betriebsgrößen verdeutlicht.
| Bewirtschaftete Fläche   | Anzahl der Betriebe | Fläche in Hektar | Betriebe in % | Fläche in % |
| ------------------------ | ------------------- | ---------------- | ------------- | ----------- |
| 0,0001 bis 0,5 Hektar    | 2.102               | 676,2            | 8,1 %         | 0,3 %       |
| 0,5001 bis 1,0 Hektar    | 2.626               | 2171,1           | 10,1 %        | 1,0 %       |
| 1,0001 bis 2,5 Hektar    | 5.315               | 9487,7           | 20,5 %        | 4,3 %       |
| 2,5001 bis 5,0 Hektar    | 5.962               | 22414,6          | 23,0 %        | 10,3 %      |
| 5,0001 bis 7,5 Hektar    | 2.749               | 17077,4          | 10,6 %        | 7,8 %       |
| 7,5001 bis 10,0 Hektar   | 1.919               | 16955,7          | 7,4 %         | 7,8 %       |
| 10,0001 bis 15,0 Hektar  | 1.772               | 21845,2          | 6,8 %         | 10,0 %      |
| 15,0001 bis 25,0 Hektar  | 1.707               | 33090,7          | 6,6 %         | 15,1 %      |
| 25,0001 bis 50,0 Hektar  | 1.127               | 39063,5          | 4,4 %         | 17,9 %      |
| 50,0001 bis 100,0 Hektar | 453                 | 30803,0          | 1,8 %         | 14,1 %      |
| über 100,0 Hektar        | 150                 | 25004,6          | 0,6 %         | 11,4 %      |
| Summe                    | 25.882              | 218590           | 100,0 %       | 100,0 %     |

Es fällt auf, dass das in Europa wichtige Segment von 5 bis 15 Hektar schwach besetzt ist. Der Anteil der Betriebe mit einer Fläche von über 100 Hektar ist hingegen sehr hoch. Erklärt werden kann diese Struktur durch die in der Vergangenheit vorherrschende Schicht der Großgrundbesitzer. Hinzu kommen bedeutende Investitionen aus dem Ausland.
Mit rund 3400 Hektar eigener Rebfläche gehört die Gruppe Peñaflor zu den größten Weinbaubetrieben weltweit. Diese Fläche entspricht fast der gesamten bestockten Fläche des Rheingau. Die Gruppe produziert jährlich mehr als eine Million Hektoliter. Vermarktet werden die Weine über die gruppeneigenen Kellereien Andean Vineyards, Michel Torino, Santa Ana und Trapiche. Im Jahr 2002 übernahm das Bankinstitut Credit Suisse über einen Fonds der ehemaligen Investmentbank DLJ (Donaldson, Lufkin & Jenrette) die Aktienmehrheit von Peñaflor.
Die Gruppe LVMH Moët Hennessy verfügt mit der Bodega Chandon über 1333 Hektar Fläche in Argentinien, da den Weinmachern der Champagne schon sehr früh das ausgezeichnete Qualitätspotential argentinischer Schaumweine bekannt war. Einige Weine der Bodega werden unter dem Namen Terrazas de los Andes vermarktet.
Fast 1.100 Hektar Rebland, und damit fast doppelt so viel wie die Fläche des Weinbaugebiets Ahr nennen die Bodegas y Viñedos López ihr Eigen. Zwölf Weingüter arbeiten unter dem Namen der 1898 gegründeten Bodega. Davon liegen neun in Maipú, zwei in Tupungato und eines in Luján de Cuyo.
Im Jahr 1996 trat die chilenische Gruppe Concha y Toro als Investor auf. An sieben verschiedenen Stellen des Landes werden die Weine der Bodegas y Viñedos Trivento erzeugt. Die Bodega bewirtschaftet mittlerweile 965 Hektar eigene Rebflächen bei steigender Tendenz.
Mit rund 680 Hektar Rebfläche zählt auch die Bodega Norton in der Region Mendoza zu den ganz großen. Der 1895 gegründete Betrieb konzentriert sich aber noch auf den wichtigen Inlandsmarkt.
In Patagonien wächst mit dem Betrieb Establecimiento Humberto Canale ebenfalls ein weltweit agierender Betrieb heran. Humberto Canale verfügt zurzeit über 500 Hektar eigener Flächen.
Der bekannte französische Önologe Michel Rolland steht in Joint-Venture-Partnerschaften mit Val de Flores, Yacochuya und Clos de la Siete.
Als weitere ausländische Investoren treten die Champagnerhäuser Mumm, Deutz und Piper-Heidsieck auf. Die Bacardi-Gruppe investiert über den italienischen Wermut-Erzeuger Martini & Rossi schon seit geraumer Zeit in Argentinien. Der portugiesischen Gruppe Sogrape gehört die über 500 Hektar große Finca Flichman.
Einem internationalen Trend folgend werden die qualitativ hochwertigen Rotweine und ein Teil der nicht-aromatischen Weißweine in Barriques ausgebaut. Die Fässer werden aus französischer oder amerikanischer Eiche hergestellt. Je nach Herkunft handelt es sich in Frankreich zumeist um Stieleiche oder Traubeneiche, während die amerikanischen Fässer aus dem Holz der Amerikanischen Weiß-Eiche gefertigt werden.

## Klima

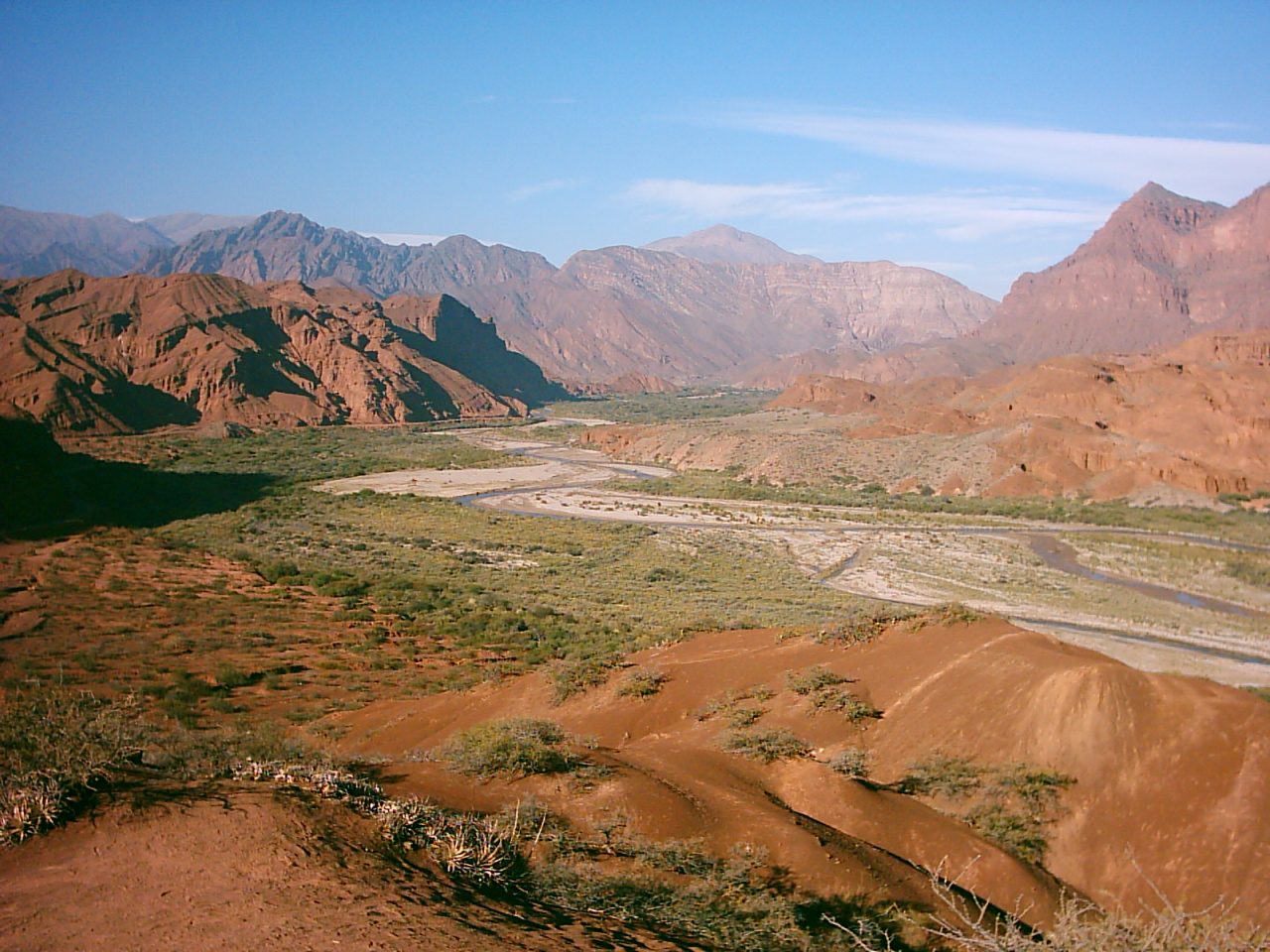
Die Quebrada de Cafayate in der Provinz Salta zeigt deutlich, dass die Vegetation nur in der Nähe von Wasserläufen oder aber durch künstliche Bewässerung gedeiht.

Die Anbaugebiete für Wein liegen im Westen Argentiniens zwischen dem Cafayate-Tal im tropischen Norden und Patagonien im Süden und erstrecken sich vom 25. bis zum 40. Breitengrad der südlichen Halbkugel. Sie liegen in einer Höhe von 600–1700 m (und mit fast 2500 m teilweise deutlich darüber hinaus; die höchstgelegenen Weinberge Europas befinden sich auf 1150 m in der Gemeinde Visperterminen im Wallis sowie bis auf 1500 m auf der Mittelmeerinsel Zypern). Die Tageshitze wird durch die Höhe und die Nähe zu den Anden gemildert. Die Lage gewährleistet ebenfalls eine ausreichende Temperaturdifferenz zwischen Tages- und Nachttemperaturen, die zur Erzeugung von Qualitätsprodukten unerlässlich ist. Im Winter kann die Temperatur bis auf den Gefrierpunkt fallen; Frost im Weinberg ist jedoch ausgesprochen selten zu vermelden. Durch die klare Gliederung der Jahreszeiten ist eine Winterruhe der Reben gewährleistet.
Die Niederschlagsmengen sind in dieser Region Argentiniens äußerst gering und die Luftfeuchtigkeit ist niedrig. Während der Sommermonate fällt der meiste Niederschlag. Es herrscht jedoch akute Hagel-Gefahr. Diesem kann gegenwärtig nur durch zwei Strategien begegnet werden: Die Rebflächen werden
- durch ein über den Rebstöcken gespanntes Netz geschützt oder
- möglichst weiträumig innerhalb des Anbaugebiets verteilt, um das Hagelrisiko auf diese Weise statistisch gesehen zu minimieren, da es sich bei Hagel immer um ein lokales Phänomen handelt.

Frühere Versuche mit Hagelraketen haben sich nicht bewährt.
Das semi-aride Klima erfordert eine Bewässerung der Rebflächen. Das Schmelzwasser der Anden wurde durch Kanäle in die Weinberge geleitet und sie wurden geflutet. Dieses Verfahren war einer der Faktoren, die zur Überproduktion in den 1970er Jahren führte. Qualitätsorientierte Betriebe stellten das System auf eine dosierte Tröpfchenbewässerung um. Daneben existiert noch das System der Furchenbewässerung; das Wasser wird in Furchen zwischen den Rebzeilen eingeleitet.

## Rebsorten
Bis zum Beginn der 1990er Jahre entfiel mehr als die Hälfte der Gesamtproduktion auf die sehr ertragreichen Sorten Criolla grande, und Cereza, die alle in die Argentinien eigene Kategorie der hellroten Sorten fallen. Seither werden Qualitätssorten gefördert, so dass deren Anteil in den letzten 15 Jahren von fast 26 % auf über 52 % anstieg. Die Tendenz spricht weiterhin für einen Umbau des argentinischen Rebsortenspiegels zugunsten der Qualität.
| Rebsorte           | Rebfläche ha |
| ------------------ | ------------ |
| Gesamtfläche 2016  | 206.342      |
| Côt                | 40.401       |
| Cereza             | 28.887       |
| Douce Noir         | 19.072       |
| Criolla Grande     | 15.596       |
| Cabernet Sauvignon | 12.852       |

Die Ertragssorten werden in der Regel auf tiefgründigen, fruchtbaren Böden auf ebenen Feldern angebaut. Bessere Sorten zeigen ihr Potential meist nur auf den kargen Böden der Anden-Ausläufer.
Aufgrund der diversen Einwanderungswellen sind die angebauten Rebsorten vielfältiger Herkunft. Die Reben kamen dabei nicht immer mit dem korrekten Namen ins Land, da es zuweilen zu Verwechslungen kam. Prominentes Beispiel ist der argentinische Sauvignon Blanc, bei dem es sich aber in aller Regel um den Tocai Friulano handelte. Außerdem brachten viele Einwanderer die Reben unter Synonymnamen mit, so dass in Argentinien eine nahezu babylonische Vielzahl an Rebbezeichnungen existierte und eine ebenso große Vielfalt suggerierte.
Der argentinische Ampelograph Alberto Alcade vom INTA (Institut für landwirtschaftliche Technologie) in Mendoza hat mit seiner systematischen Erhebung des Rebmaterials sowie mit einer begonnenen Massenselektion geeigneter Klone viel zur Vereinheitlichung der Namen und zur Qualitätsverbesserung des Pflanzenmaterials beigetragen.
Mit prominenter Unterstützung der renommierten Weinbaufachschulen von Bordeaux, Davis, der Université de Bourgogne in Dijon (mit dem bekannten Institut Jules Guyot) und der Université 1 in Montpellier (in Zusammenarbeit mit dem Institut National de la Recherche en Agronomie) wurden die geeigneten Sorten in Funktion von Boden, Klima und allgemeineren Wachstumsbedingungen ermittelt.
Die staatliche Kontrollbehörde INV (Instituto Nacional de Vitivinicultura) setzt den Beginn der Lese aufgrund laufender Beobachtungen zur Traubenreife fest. Die Lese beginnt meist Mitte Februar und kann sich je nach geographischer Lage und Rebsorte bis in den April hinziehen.
Eine Besonderheit des argentinischen Weinbaus ist, dass recht viele Reben überdurchschnittlich alt sind. Aufgrund des sandigen Bodens und der Überflutungstechnik bei der Bewässerung spielte die Reblaus bislang kaum eine Rolle. Die meisten der Rebstöcke wuchsen noch wurzelecht und mussten nicht auf reblausresistente Unterlagen gepfropft werden. Der Übergang zur Tröpfchenbewässerung lässt jedoch befürchten, dass die Reblaus aktiver wird. Daher wurden viele Neuanpflanzungen seit ca. 10 Jahren auf gepfropfte Reben umgestellt. In der Erhebung des Jahres 2005 waren immerhin noch 51 Prozent aller Reben älter als 25 Jahre.
Im Jahr 2005 wurden insgesamt 218.589 Hektar Rebfläche erhoben. Davon waren 9812 Hektar mit reinen Tafeltrauben für den frischen Verzehr bestockt, zudem wurde das Material von 3497 Hektar zur Herstellung von getrockneten Trauben in Form von Rosinen oder Korinthen verwendet. Die verbleibenden 205.021 Hektar verteilen sich auf rote, weiße und rosa (beziehungsweise hellrote) Rebsorten. In der nachfolgenden Tabelle wird über 15 Jahre die Entwicklung der verschiedenen Anteile aufgezeigt.
| Farbe          | Rebfläche 1990 | Rebfläche 2000 | Rebfläche 2005 | Rebfläche 2022 |
| -------------- | -------------- | -------------- | -------------- | -------------- |
| Rote Rebsorte  | 42.381 Hektar  | 70.048 Hektar  | 92.993 Hektar  | 113.959 Hektar |
| Weiße Rebsorte | 60.398 Hektar  | 49.432 Hektar  | 47.640 Hektar  | 33.348 Hektar  |
| Rosa Rebsorte  | 99.367 Hektar  | 68.918 Hektar  | 64.389 Hektar  | 43.764 Hektar  |
| TOTAL          | 202.146 Hektar | 188.398 Hektar | 205.022 Hektar |                |

### Rote Sorten
Der seit 1990 andauernde Anstieg des Anteils roter Rebsorten kommt in erster Linie den klassischen Rebsorten aus Europa zugute. Insbesondere die Sorten Bonarda, Cabernet Sauvignon, Malbec, Merlot und Syrah werden bei Neuanlagen bevorzugt eingesetzt. Die Menge an verfügbaren Weinen im Premium-Bereich nahm dadurch stark zu.
- Malbec ist auf fast 46.565 Hektar zu finden (2022). Zur Zeit des Weißweinbooms in den 1980er Jahren wurden viele ihrer ehemals 50.000 Hektar bestockten Rebflächen gerodet und durch Weißweinsorten ersetzt. Mittlerweile hat man ihren Wert erkannt und mit Neuanpflanzungen begonnen. Sie ergibt hier Weine mit intensiv dunkler Farbe; im Barrique ausgebaut sind sie gut lagerfähig. In Südwestfrankreich, ihrer Heimat, hat die Sorte nie eine so große Bedeutung erlangt. Obwohl in Bordeaux schon seit jeher für ihre Qualitäten geschätzt, wurde sie erst von der Reblaus und schließlich von Frühjahrsfrösten des Jahres 1956 in Frankreich fast vollständig verdrängt. Argentinien verfügt somit mit der Malbec-Traube über ein Alleinstellungsmerkmal auf dem Weltmarkt, das sich hervorragend vermarkten lässt. Eine ähnliche Situation ergab sich in Chile mit der Rebsorte Carménère.
- Cereza wird auf 24.834 ha (Stand 2022) angepflanzt.
- Bonarda wird auf etwa 17.448 ha (Stand 2022) angepflanzt. Ihre genaue Identität ist unter Ampelographen noch umstritten. Während viele Vertreter sie für die kalifornische Charbono (= Dolcetto) halten, glauben einige, dass es sich um die Sorte Croatina handelt: Pierre Galet, einer der profiliertesten Rebsortenbestimmer unserer Zeit ist jedoch überzeugt, dass es sich um die italienische Sorte Bonarda Piemontese handelt.[22] Für diese These spricht auch, dass sowohl Dolcetto als auch Croatina nach wie vor als eigenständige Sorten im argentinischen Rebsortenspiegel geführt werden.
- Cabernet Sauvignon, die aus dem Bordeaux bekannte Sorte, wird auf 13.472 Hektar angebaut. Der klassischen Bordeauxtraube fehlt es in Argentinien häufig an Frucht, Struktur und Finesse. Insbesondere die für die Europäer ungewöhnlichen Verschnitte mit Malbec oder Syrah sind jedoch erfolgversprechend.
- Criolla grande wird auf 12.531 ha (Stand 2022) angepflanzt. In Argentinien wird die Sorte in Verschnitten mit kräftigen Rotweinen benutzt
- Syrah, eine typische Sorte der Rhône, belegt 2022 11.108 Hektar. Seit 15 Jahren ist der Boom um die Syrah-Traube ungebrochen. Sie ist in Argentinien auch unter den Namen Balsemina und Balsamina bekannt.
- Tempranillo findet man auf ca. 5.193 Hektar  (Stand 2022).

Einen kompletteren Überblick vermittelt die folgende Liste der für den gewerblichen Anbau zugelassenen Sorten. Hierzu zählen auch die nur zwecks Versuchsanbau selektionierten Sorten.
| Zugelassene rote Rebsorten | Zugelassene rote Rebsorten |
| --- | --- |
| - Aglianico - Alicante Bouschet - Ancellotta - Favorita Díaz (oder Anaconda) - Arinarnoa - Aspiran Bouschet (oder Aspiran Bouchet) - Barbera - Béquignol - Bonarda Piemontese (oder kurz Bonarda) - Cabernet Franc (auch Bouchet) - Cabernet Sauvignon - Caberinta - Caladoc - Canari - Carignan - Cesar (oder Romano) - Cinsaut - Corvina Veronese - Croatina - Dolcetto - Fer Servadou (oder Fer) - Fintendo | - Freisa - Graciana (auch Cagnulari oder Morrastel genannt) - Grand Noir de la Calmette - Greco Nero (oder Greconero) - Joubertin (oder Pinot Joubertin) - Lambrusco Maestri - Malbec - Merlot - Nebbiolo - Nero d’Avola - Petit Verdot - Pinot Noir (auch Pinot Negro) - Pinot Meunier (oder Meunier) - Raboso Veronese (auch Raboso oder Raboso Veronés) - Rondinella - Ruby Cabernet - Sangiovese (auch Sangioveto) - Syrah (auch Balsamina, Balsemina, Shiraz oder Sirah genannt) - Tempranillo (auch Cencibel oder Tempranilla) - Tannat (auch Harriague genannt) - Bastardo - Zinfandel (oder Primitivo) |

Daneben werden im Versuchsanbau die roten Sorten C.G. 2539, C.G. 4113, C.G. 4253, C.G. 14260, C.G. 14951, C.G. 26189 und C.G. 34047 gezogen.

### Weiße Sorten
- Pedro Ximénez belegt 9.024 Hektar (Stand 2022)[23]
- Torrontés Riojano belegt etwas mehr als 7.291 Hektar. Diese argentinische Sorte bringt frische, blumige Weine mit einem kräftigen Muskateller-Aroma hervor. Ursprünglich wurde die Sorte ausschließlich in der Provinz Salta angebaut. Das Calchaquies-Tal um Cafayate war dabei die bedeutendste Anbauregion. Heute ist sie in zahlreichen Provinzen Argentiniens anzutreffen. Da diese Sorte ein kühles Klima verlangt, werden die Weinberge in den warmen Regionen in immer höher gelegenen Gebieten angelegt.
- Chardonnay steht auf 5.544 Hektar Rebfläche. Die Chardonnay-Traube wird häufig bei der Schaumweinproduktion verwendet. Die stillen Weine sind noch häufig recht neutral, da die idealen Standorte noch nicht überall gefunden wurden. Die besseren Weine zeigen jedoch, dass in Zukunft auch mit hervorragenden Chardonnayweinen zu rechnen ist. Die Universität von Davis in Kalifornien entwickelte einen eigens für das typische Klima geeigneten Klon. Der Klon mit dem Namen 1A oder Mendoza-Klon ist sehr kleinbeerig. Diese Kleinbeerigkeit wird von den Weinmachern der Neuen Welt, also auch in Australien oder Neuseeland, als Zeichen hoher Güte gewertet.

Einen kompletten Überblick der für den gewerblichen Anbau zugelassenen Sorten vermittelt die folgende Liste. Hierzu zählen auch die nur zwecks Versuchsanbau selektionierten Sorten.
| Zugelassene weiße Rebsorten | Zugelassene weiße Rebsorten |
| --- | --- |
| - Pedro Ximénez - Moscatel de Alejandria (oder Zibibbo) - Torrontés Riojano (auch nur kurz Torrontés) - Torrontés Mendocino (auch Palet) - Torrontés Sanjuanino - Chenin (auch Pineau de la Loire) - Ugni Blanc - Chardonnay - Gibi - Maticha - Sauvignon Blanc - Semillon - Palomino (auch Listán) - Moscatel Amarillo - Saint Jeannett - Pinot Blanco - Glera (so heißt seit Anfang 2010 die Rebsorte Prosecco) - Melon de Bourgogne (auch Muscadet) - Moscato Giallo | - Traminer - Macabeo (oder Viura) - Elbling - Tocai Friulano (oder Sauvignonasse) - Silvaner - Viognier (oder Vionnier) - Arneis - Verduzzo (oder Ramandolo) - Rieslina - Malvasia Istriana (auch nur kurz Malvasia) - Grecanico Dorato - Bombino Bianco (oder Ottonese) - Verdicchio - Verdelho - Marsanne - Bourboulenc - Riesling (oder Riesling renano) - Moscato Bianco |

Daneben werden im Versuchsanbau Züchtungen des nationalen Instituts I.N.T.A gezogen. Beispielhaft seien hier die weißen Sorten C.G. 1730, C.G. 13668, C.G. 26879 und C.G. 45803 genannt.

### Rosa Sorten
Als Besonderheit des argentinischen Weinbaus gelten die sogenannten rosa Sorten. Ihre Schalen sind bei Vollreife weder weiß noch tief rot. In Europa werden die Sorten daher dem Endprodukt zugeordnet. Daher sind der Gewürztraminer (in Europa den weißen Rebsorten zugeordnet) und die Sorte Grenache (in Europa den roten Sorten zugeordnet) in Argentinien Bestandteil der rosa oder hellroten Sorten.
Trotz der Qualitätsoffensive im argentinischen Weinbau nehmen die rosa Sorten mit 64.389 Hektar bestockter Rebfläche immer noch fast 30 % der gesamten Fläche ein. Wichtigste Rebsorten sind dabei Criolla grande, Criolla Chica und Cereza. Sie sind überaus ertragreich: einzelne Trauben erreichen ein Gewicht von bis zu 4 kg.
Alle Sorten erbringen in der Regel einen oft recht süßen Wein, bei dem niedrige Entstehungskosten vorrangig sind. Die Weiß- und Roséweine werden als Alltagsgetränk im offenen Ausschank oder in großen Gebinden wie Literflaschen oder Kartons vermarktet.
| Zugelassene rosa Rebsorten                                                                                       | Zugelassene rosa Rebsorten |
| --- | --- |
| - Criolla grande - Criolla Chica - Bonamico - Criolla Mediana - Aramon - Garnacha - Canelon - Traminer aromatico | - Greco Nero - Cereza - Moscatel Rosado - Valenci - Pinot gris (oder Pinot grigio) - Sauvignon Rose (oder Sauvignon Gris) - Canela - Ferral |

## Weinbauregionen

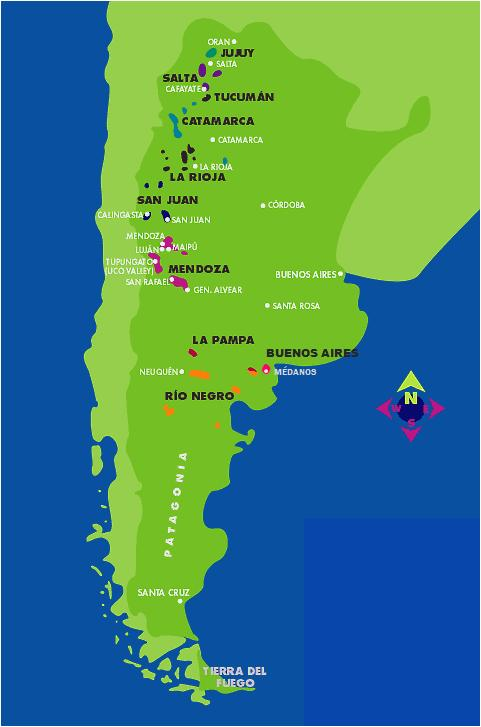
Die argentinischen Weinbauregionen im Überblick

Argentinien ist politisch in Großregionen eingeteilt. Die Weinbauregionen sind in der Regel den Namen der Provinzen zugeteilt. Innerhalb der weitläufigen Weinbauregionen sind einzelne Weinbaugebiete definiert, die dem System einer bestimmten Herkunftsbezeichnung einer DOC oder IG zugeordnet sind.
| Provinz             | Rebfläche         | Rebfläche für den Weinbau | Weinbaubetriebe |
| ------------------- | ----------------- | ------------------------- | --------------- |
| Buenos Aires        | 29,52 Hektar      | 29,52 Hektar              | 4               |
| Catamarca           | 2.377,59 Hektar   | 2.217,59 Hektar           | 1.155           |
| Chubut              | 20,00 Hektar      | 20,00 Hektar              | 1               |
| Córdoba             | 295,85 Hektar     | 221,64 Hektar             | 178             |
| Entre Ríos          | 4,73 Hektar       | 4,73 Hektar               | 2               |
| La Pampa            | 217,78 Hektar     | 217,78 Hektar             | 14              |
| La Rioja            | 8.404,52 Hektar   | 7.682,07 Hektar           | 1.397           |
| Mendoza             | 152.926,76 Hektar | 150.979,89 Hektar         | 16.880          |
| Misiones            | 2,25 Hektar       | 0,00 Hektar               | 4               |
| Neuquén             | 1.372,72 Hektar   | 1.370,89 Hektar           | 56              |
| Río Negro           | 2.892,23 Hektar   | 2.548,11 Hektar           | 440             |
| Santiago del Estero | 8,80 Hektar       | 0,00 Hektar               | 1               |
| Salta               | 1.948,91 Hektar   | 1.945,77 Hektar           | 254             |
| San Juan            | 48.038,90 Hektar  | 37.734,56 Hektar          | 5.471           |
| San Luis            | 6,00 Hektar       | 6,00 Hektar               | 2               |
| Tucumán             | 43,30 Hektar      | 42,91 Hektar              | 23              |

### Großregion Cuyo
Die argentinische Großregion Cuyo (offizieller Name: Región del Nuevo Cuyo) umfasst den zentralen Westen des Landes, den sogenannten Cuyo. Sie wurde durch einen Vertrag im Jahr 1988 gegründet. Folgende Provinzen gehören der Región an:
- Mendoza
- San Juan
- San Luis
- La Rioja

San Luis spielt im argentinischen Weinbau bislang keine Rolle, La Rioja wird in der Literatur häufig zum argentinischen Nordwesten gezählt und daher auch dort beschrieben. Die Region Cuyo vereint nahezu 92 Prozent des argentinischen Weinbaus.

#### Mendoza

Lage der Provinz Mendoza innerhalb Argentiniens

Mendoza ist die größte und zugleich wichtigste Weinbauregion Argentiniens und daher Mitglied im Netzwerk Great Wine Capitals. Mit 152.926 Hektar (Stand 2005) entfallen allein auf die Provinz Mendoza etwas mehr als 70 Prozent der argentinischen Weinerzeugung.
Der größte Teil der Provinz ist von einer Trockensteppe, dem Monte, bedeckt, der teilweise durch Sandwüsten unterbrochen wird. Die größte Sandwüste findet sich im Departamento Lavalle im Nordosten der Provinz. Es gibt drei große Oasen: die nördliche rund um die Provinzhauptstadt Mendoza, eine mittlere um die Städte San Rafael und General Alvear und eine südliche rund um Malargüe. Der Westteil der Provinz wird von den Anden bestimmt, die hier ihre höchste Erhebung, den Aconcagua, aufweisen.

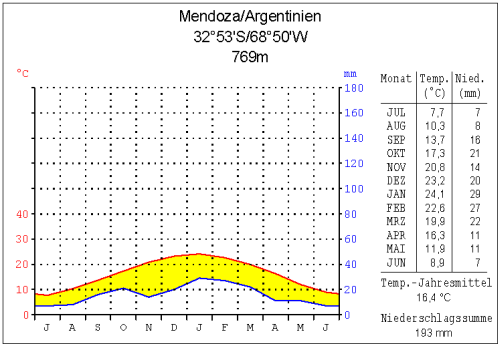
Klimadiagramm Mendoza

Der Erfolg der Provinz Mendoza ist den insgesamt guten Randbedingungen in Bezug auf Klima und Bodenbeschaffenheit zuzuschreiben. Das Klima ist im gesamten Provinzterritorium trocken, sonnig und kontinental, mit warmen Sommern und relativ kalten Wintern sowie starken Temperaturunterschieden zwischen Tag und Nacht. Das kontinentale Klima fällt aufgrund der geographischen Lage in der Nähe des 33. Breitengrades eher moderat aus. Trotz klar definierter Jahreszeiten sind die Differenzen zwischen Sommer und Winter nicht extrem.
Die Sonne scheint an fast 300 Tagen im Jahr. Die jährliche Niederschlagsmenge liegt zwischen 100 und 350 Millimetern. Der Regen fällt meist in den Sommermonaten. Der Hagel im Frühsommer stellt die einzige nennenswerte Einschränkung für den Weinbau dar. Schäden durch Frost werden selten vermeldet, können aber wie im Jahr 1992 zu Ernteausfällen in der Größenordnung von 25 bis 35 Prozent führen.
Das fehlende Wasser wird durch die Flüsse Río Atuel, Río Diamante und Río Tunuyan aus den Anden in die Ebene transportiert. Das Wasser steht insbesondere während der Wachstumsperiode nach der Gletscherschmelze reichlich zur Verfügung. In neuerer Zeit werden die Kanäle durch über 17.000 Tiefbrunnen unterstützend gespeist. Aus 60 bis 120 m Tiefe können in Spitzenzeiten bis zu 250 Kubikmeter je Stunde Wasser gefördert werden.
Die Weinbaugebiete befinden sich aus Bewässerungsgründen stets in der Nähe größerer Flüsse. Die oberen Bodenschichten liegen auf einem tonhaltigen und steinigen Untergrund und bestehen aus lockerem, kalkreichem und sandigem Schwemmland (siehe auch den Artikel Fluviatiles Sediment).

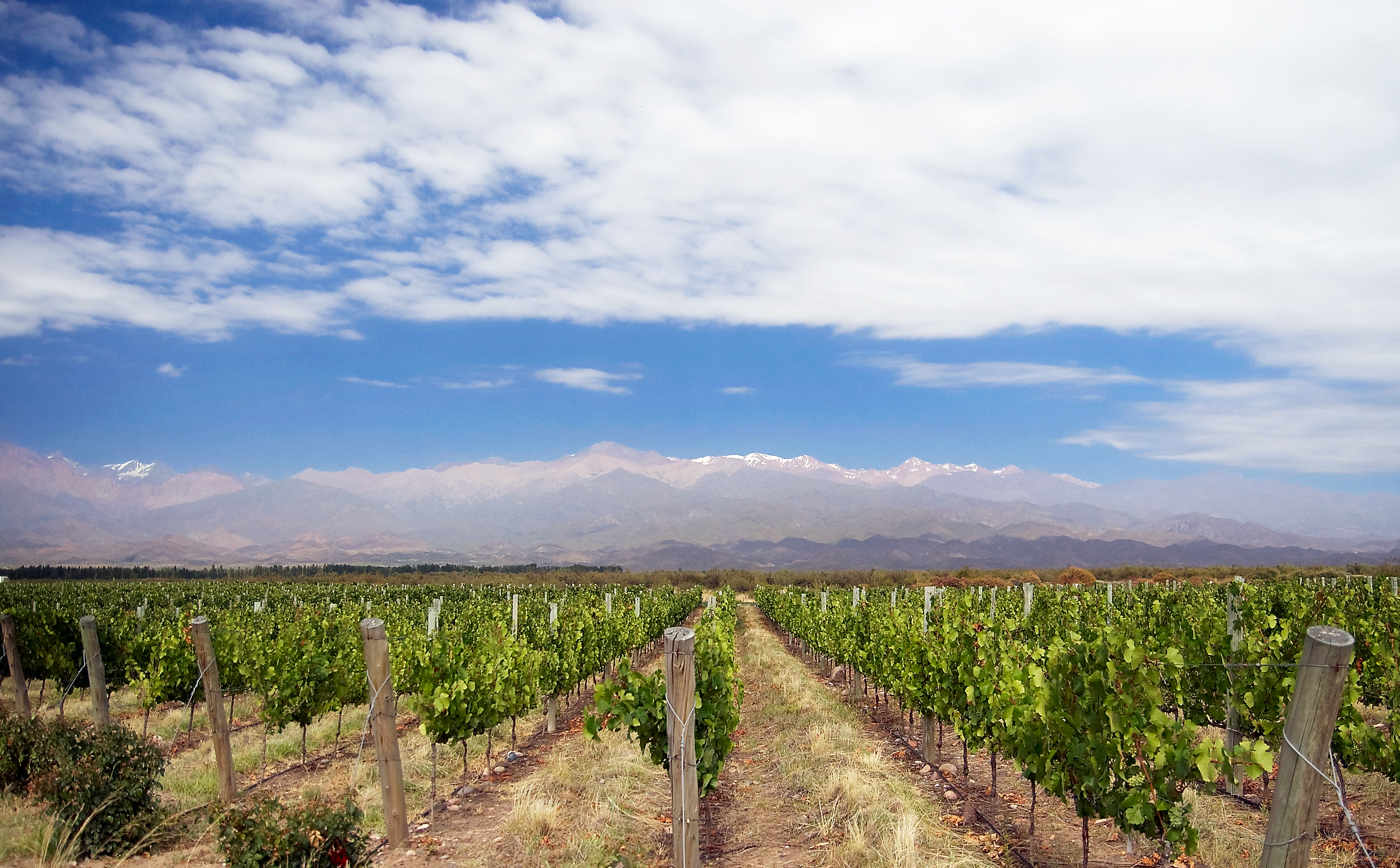
Weinberg vor den Anden in Mendoza

Die Weinberge liegen im Durchschnitt auf einer Höhe von 500 bis 800 m ü. NN, in seltenen Fällen auch bis auf 1200 m ü. NN.
Am Beispiel Mendozas lässt sich eindrucksvoll Aufstieg und Verfall des argentinischen Weinbaus dokumentieren. Die Rebflächen kannten im Jahr 1980 mit fast 255.000 Hektar ihre bis heute größte Ausdehnung. Durch die massive Rodung der Sorte Criolla Grande ging die Fläche bis auf 141.000 Hektar im Jahr 2000 zurück. Durch den Erfolg der Qualitätsoffensive durch die Regierung mit der damit einhergehenden Eröffnung des Exportmarkts erholte sich der Weinbau allmählich. Die Fläche legte in den letzten fünf Jahren um acht Prozent zu.

#### San Juan

Lage der Provinz San Juan innerhalb Argentiniens

San Juan ist eine Provinz im Westen von Argentinien. Die Provinz ist umgeben von den Provinzen La Rioja im Norden, San Luis im Südosten und von Mendoza im Süden. Außerdem grenzt San Juan im Westen an Chile.
Mit 48.040 Hektar Rebfläche ist San Juan nach Mendoza die zweitgrößte Weinbauregion Argentiniens; die für den Anbau genutzte Fläche entspricht fast 22 Prozent der gesamten Anbaufläche des Landes.

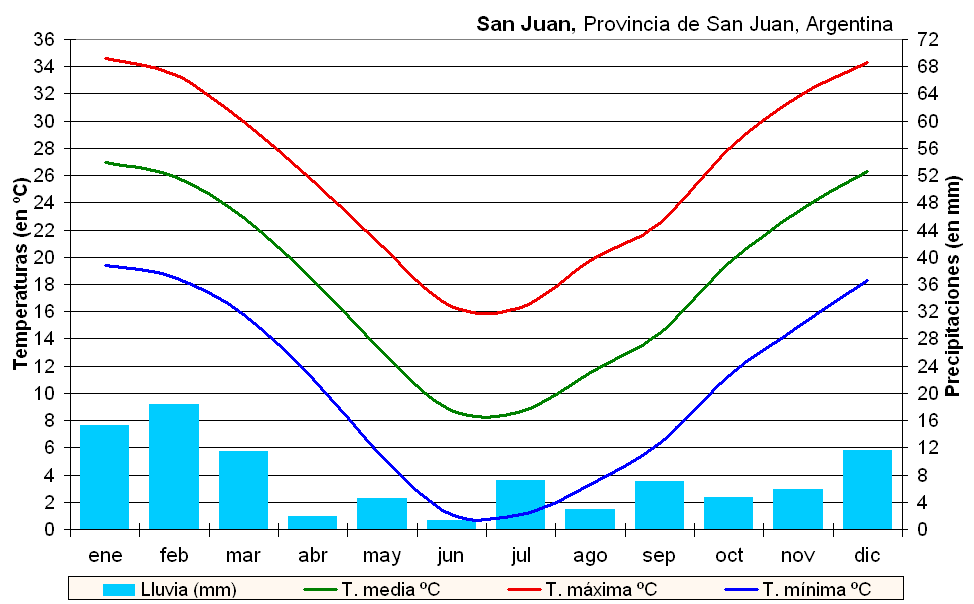
Klimadaten der Stadt San Juan

Die Hauptstadt der Provinz, San Juan, liegt ca. 150 km nördlich der Stadt Mendoza. Im Vergleich zum dortigen Weinbaugebiet ist das Klima insgesamt heißer und noch trockener. Die durchschnittliche Niederschlagsmenge liegt bei sehr niedrigen 150 mm/Jahr.
Wegen des trockenen, steppenhaften Charakters des größten Teils der Provinz lebt der überwiegende Teil der Bevölkerung konzentriert in wenigen Oasentälern. Über 80 % leben im Großraum der Provinzhauptstadt San Juan (ca. 450.000 Einwohner), die in der Oase von Tulum liegt. Weitere wichtige Städte sind Caucete im Osten der Provinz (35.000 Einwohner) und San José de Jáchal (21.000 Einwohner) im Norden. Das zur Bewässerung wichtige Wasser wird durch die Flüsse Río San Juan und in geringerem Maße vom Río Jáchal geliefert. Auch in San Juan unterstützen Tiefbrunnen die Wasserversorgung.
Im Allgemeinen gilt San Juan nach wie vor als Lieferant preiswerter Landweine für den lokalen Markt. Die Provinz schaffte bisher nicht den konsequenten Schritt zur Erzeugung von hochwertigen Produkten. San Juan ist immer noch die Heimat der ertragsstarken hellroten Sorten Criolla grande, Criolla Chica und Cereza, die mit dem Parral-Erziehungssystem zu Höchsterträgen getrieben werden. Außerdem spielt der Ausbau von Tafeltrauben und die Produktion getrockneter Trauben (Rosinen und Korinthen) immer noch eine wichtige Rolle.
Ein erheblicher Teil der minderen Weine wird zur Produktion von rektifiziertem Traubenmost-Konzentrat verwendet, da es den Trauben nicht an hohen Oechsle-Graden fehlt. Insbesondere die Weinkellereien der Gruppe Peñaflor weisen durch modernste Kellertechnik den Weg in die nahe Zukunft.
San Juan liefert einen Großteil der Grundweine zur Erzeugung von Wermut und Branntwein. Zudem werden große Mengen an alkoholreichen Verschnittweinen sowie gespritete Likörweine erzeugt.
San Juan ist die Heimat der Rebsorte Torrontés Sanjuanino.
Potential zur Erzeugung von Qualitätsweinen haben die Gebiete im Ullum-, im Zonda- und im Tulum-Tal.

### Großregion Noroeste
Die Región Noroeste Argentino (NOA) ist eine Großregion im Nordwesten des Landes.
Aus geographischen Gründen wird in einigen Quellen die Provinz La Rioja in die Nordwestregion eingeschlossen, sie nimmt aber nicht am Integrationsprozess in der Región Norte Grande teil.
Folgende Provinzen sind der Region zugeordnet:
- Catamarca
- Jujuy
- Salta
- Santiago del Estero
- Tucumán

Obwohl die Wiege des argentinischen Weinbaus in Santiago del Estero stand, spielt die Provinz aus heutiger Sicht keine Rolle mehr. Gleiches gilt für Tucumán. Die Provinz Jujuy verfügt über einige extrem hochgelegene Weinberge und die ersten Resultate sind vielversprechend.

#### Salta

Lage der Provinz Salta innerhalb Argentiniens

Hauptstadt der Provinz Salta ist der gleichnamige Ort Salta am Río Arenales, einem Quellfluss des Río Salado.
Die Provinz ist im Westen gebirgig mit Anteil an der Atacamawüste, wird von vier parallel laufenden Gebirgsketten, den Kordilleren mit den Valles Calchaquíes durchzogen und ist im Osten Flachland (Westlicher Teil des Gran Chaco). Den Westen bewässern die Quellbäche und Nebenflüsse des Río Bermejo und Río Salado, und die Täler sind fruchtbar. Im Nordosten bildet der aus Bolivien kommende Río Pilcomayo die Grenze zu Paraguay.

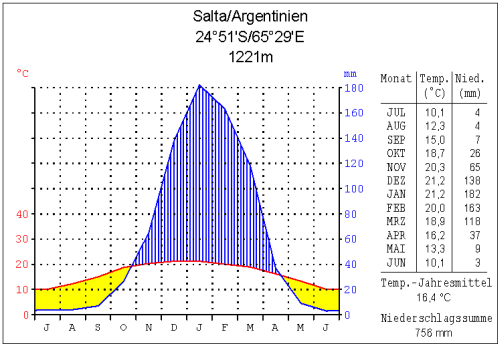
Klimadaten der Stadt Salta

Die Rebflächen liegen auf einer Höhe von 1.500 bis 2.400 m ü. NN. Die Weinberge der Finca Colomé sind vermutlich die höchstgelegenen kommerziell genutzten Rebflächen der Welt.
Die tiefen, sandigen Böden verfügen mit ihrer guten Wasserdurchlässigkeit über eine gute Drainagewirkung. Die in den Monaten Dezember bis Februar ergiebigen Niederschläge kommen in wenigen, aber heftigen Schauern nieder. Daher ist auch in der Provinz Salta trotz hoher Niederschlagsmengen eine künstliche Bewässerung notwendig.
Die Rebfläche beträgt 1949 Hektar. Im Departamento Cafayate sind fast 70 % der Flächen konzentriert. Cafayates Wirtschaftsaktivitäten sind geprägt vom Weinbau und dem Tourismus, die eine enge Verbindung eingehen. Das Markenzeichen sind prämierte Weißweine aus der Torrontés-Riojano-Traube, die national und international immer mehr Liebhaber finden.

#### La Rioja

Lage der Provinz La Rioja innerhalb Argentiniens

La Rioja ist eine Provinz im Westen von Argentinien. Die Hauptstadt der Provinz ist die gleichnamige Stadt La Rioja. Die Provinz umgeben im Norden die Provinz Catamarca, im Osten die Provinz Córdoba, im Süden die Provinz San Luis und im Westen die Provinz San Juan. Außerdem grenzt La Rioja im Westen an Chile.
Der gesamte Westen der Provinz gehört zu den Anden. Der zentrale Teil wird von mehreren Gebirgsketten der Sierras Pampeanas geprägt, die in Nord-Süd-Richtung verlaufen. Im Osten findet man weite Ebenen, die zur trockenen Pampa gehören.

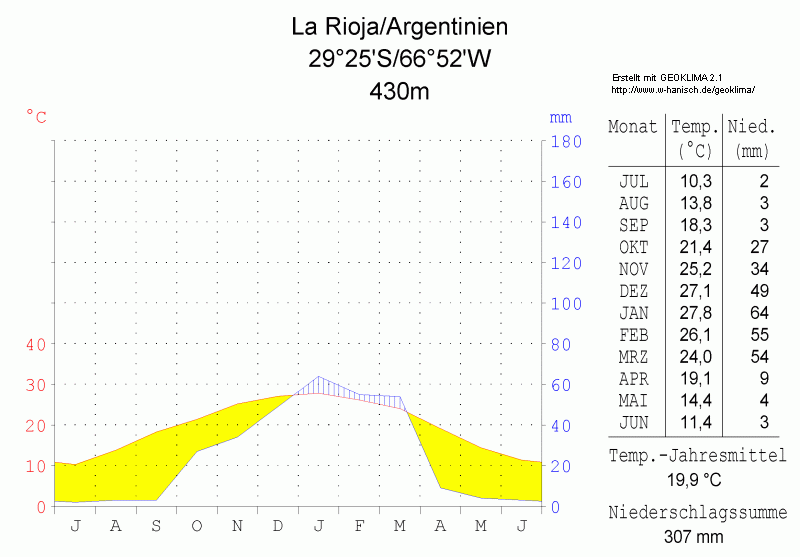
Klimadaten der Stadt La Rioja

Klimatisch ist die Provinz sehr trocken, im Süden befinden sich einige Wüsten und Salzpfannen, ansonsten ist sie vom Monte geprägt.
La Rioja ist zwar die historisch älteste Weinbauregion Argentiniens, mit 8.404 Hektar aber nur noch auf dem dritten Rang. Der Weinbau konzentriert sich auf die bewässerten Täler der Sierras Pampeanas zwischen der Sierra de Famatina im Westen und der Sierra de Velasco im Osten. Sie ziehen sich fast ausnahmslos in Nord-Süd-Richtung hin und bilden eine eigene Klimazone mit trockenen Wintern und feuchten Sommern. Der größte Teil der Weinberge liegt im Departamento Chilecito.
Wichtigste Rebsorten sind Torrontés Riojano, Torrontés Sanjuanino und Muscat d’Alexandrie, die häufig zu lieblichen Weißweinen ausgebaut werden. Größte Kellerei der Provinz ist die Cooperativa La Rioja.

#### Catamarca

Lage der Provinz Catamarca innerhalb Argentiniens

Catamarca grenzt im Norden an die Provinz Salta, im Osten an die Provinzen Tucumán, Santiago del Estero und Córdoba, im Süden an die Provinz La Rioja und im Westen an Chile. Hauptstadt ist San Fernando del Valle de Catamarca, das oft auch kurz als Catamarca bezeichnet wird.
Die Provinz liegt größtenteils in gebirgigem Terrain, mit Ausnahme des Südostens, der noch zur Grassteppe der Pampa gehört, und der wüstenhaften Hochebene Campo de Belén im Zentrum der Provinz. Die östlich dieser Ebene verlaufenden Gebirgsketten gehören zu den Sierras Pampeanas, westlich davon liegen die höheren Gebirgsketten der Anden. Da alle Gebirgsketten in Nord-Süd-Richtung verlaufen, wird das Provinzgebiet in drei abgeschlossene Teile geteilt, zwischen denen zwar heute zwei Straßenverbindungen bestehen, ansonsten jedoch die Kommunikation relativ schwierig war, was die wirtschaftliche Entwicklung der Provinz lange Zeit hemmte. Der Nordwestteil der Provinz gehört zur Hochebene der Puna, er ist extrem dünn besiedelt.

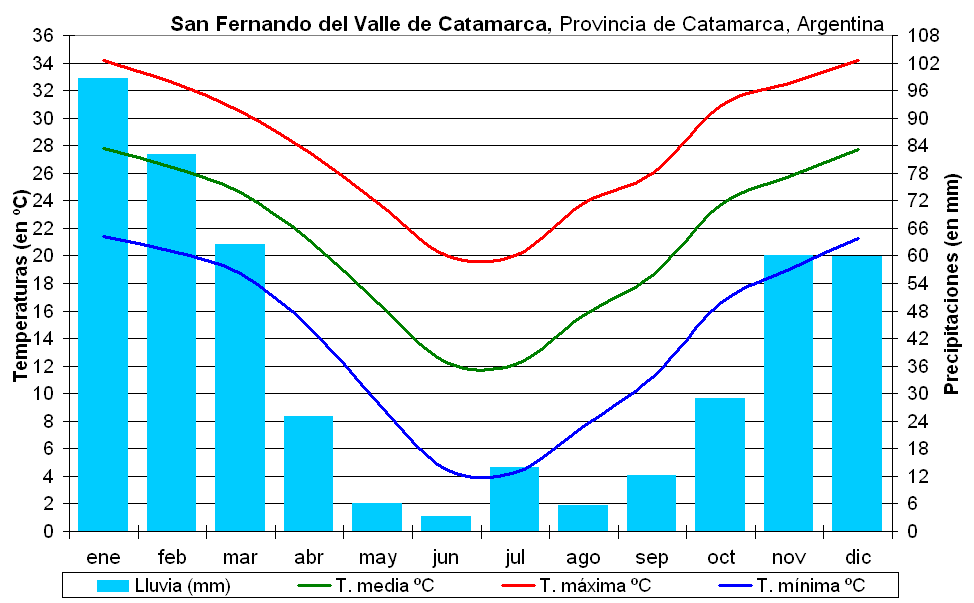
Klimadaten der Stadt San Fernando del Valle de Catamarca

Das Klima ist im gesamten Provinzterrain mit Ausnahme des extremen Nordostens trocken und subtropisch. Die Vegetation ist steppenhaft, nur im Nordosten findet man subtropische Urwaldgebiete.
Zwei Drittel der rund 2.370 Hektar großen Rebflächen liegen um Tinogasta. Die Wirtschaft um Tinogasta ist geprägt durch Weinfelder, Olivenhaine und dem Anbau von Luzernen als Viehfutter. Hinzu kommt die Verarbeitung der landwirtschaftlichen Produkte in Wein, Rosinen, Olivenöl und Trockenfrüchte.
Im westlichen El Valle wird vor allem die weiße Sorte Torrontés Riojano angebaut, aus der sehr aromatische Weißweine gekeltert werden. Im Osten dominiert die hellrote Cereza, die als Grundlage für roséfarbene Weine für den Massenkonsum und zur Herstellung von Traubenmost-Konzentrat dient.

### Großregion Patagonia
Die Región Patagonia Argentina umfasst den gesamten Süden des Landes und damit auch Gebiete außerhalb der geographischen Region Patagonien.
Folgende Provinzen gehören der Región Patagonia an:
- Chubut
- La Pampa
- Neuquén
- Río Negro
- Santa Cruz
- Tierra del Fuego

Nur die Provinzen Neuquén und Río Negro verfügen über nennenswerte Anpflanzungen.

#### Río Negro

Lage der Provinz Río Negro innerhalb Argentiniens

Río Negro ist umgeben von der Provinz Neuquén im Westen, von den Provinzen Mendoza und La Pampa im Norden, von der Provinz Buenos Aires im Nordosten und von der Provinz Chubut im Süden. Außerdem grenzt Río Negro im Westen an Chile und im Südosten an den Atlantik.
Auf dem riesigen Provinzterrain findet man eine Vielzahl von verschiedenen Landschaftsformen. Im Osten und Süden bedeckt das patagonische Schichtstufenland, eine windige Trockensteppe, weite Flächen. Im Norden findet man die vom Klima her gemäßigten Tallandschaften des Río Negro und des Río Colorado. Der feuchtkalte äußerste Südwesten der Provinz gehört zu den südlichen Anden und ist das niederschlagsreichste Gebiet Argentiniens.

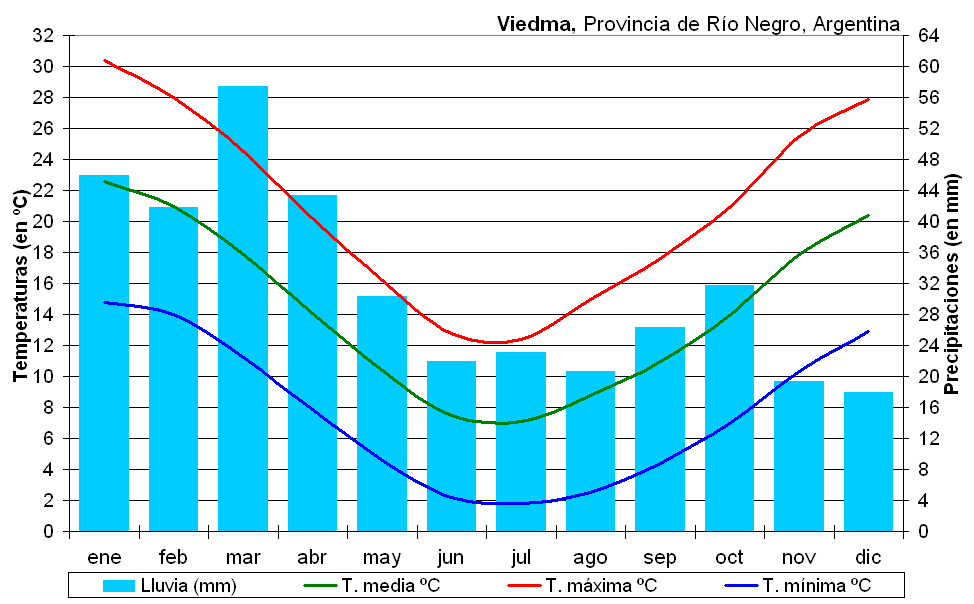
Klimadaten der Stadt Viedma

Río Negro ist das Zentrum eines weiten Gebietes, in dem vor allem Obst angebaut wird. Insbesondere Äpfel werden in quadratischen Feldern angebaut, die als Windschutz von einer Doppelreihe Pappeln umgeben sind. Das vergleichsweise kühle Klima und der kreidehaltige Boden prädestinieren das Gebiet zur Erzeugung guter Weißweine aus den Rebsorten Torrontés Riojano und Sémillon.
Obwohl die Provinz vermutlich über ein großes Qualitätspotential im Weinbau verfügt, blieben die Investitionen im großen Stil aus, so dass die Rebfläche bei noch bescheidenen 2.890 Hektar stagniert. Inzwischen legen aber auch investitionsstarke Weinkellereien immer mehr Versuchsweinberge an, so dass anzunehmen ist, dass in naher Zukunft die bestockte Rebfläche stark zunehmen wird.

#### Neuquén

Lage der Provinz Neuquén innerhalb Argentiniens

Die Provinz Neuquén liegt am nördlichen Rand von Patagonien. Neuquén grenzt an die Provinz Mendoza im Norden, an die Provinz Río Negro im Südosten, an Chile im Westen. Außerdem hat die Provinz im Nordosten einen Berührungspunkt mit der Provinz La Pampa.

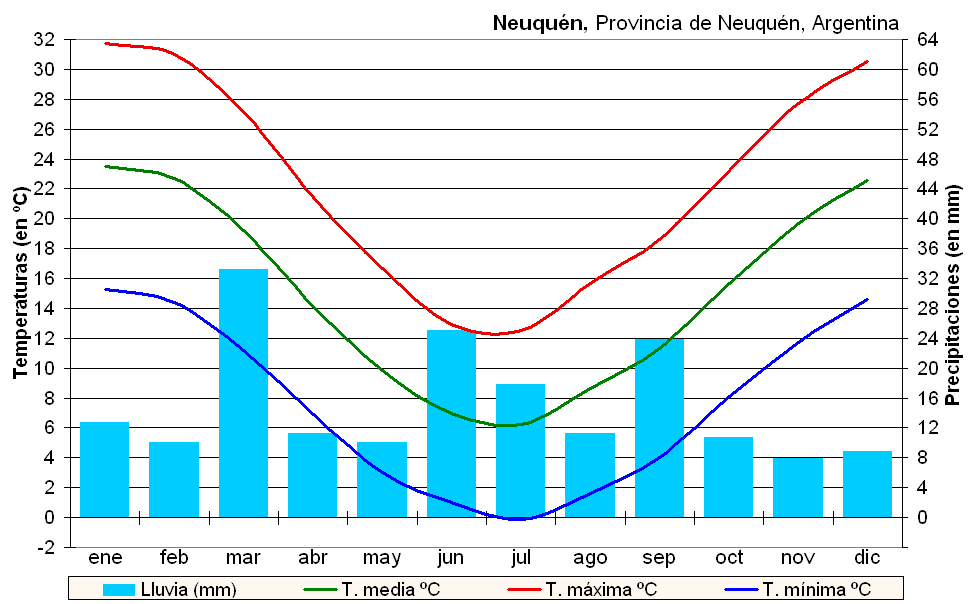
Klimadaten der Stadt Neuquén

Im Wesentlichen stellt sich die Situation in Neuquén ähnlich wie in Río Negro dar. Aufgrund eines Mitteleuropa ähnlichen Klimas sind die Voraussetzungen für einen Qualitätswein-Anbau gegeben. Im Vergleich zur Nachbarprovinz konnten jedoch bereits deutlich mehr Investoren gefunden werden. Die Investitionen (insbesondere durch die Grupo La Inversora) konzentrieren sich auf einen Bereich am Río Neuquén nördlich der Stadt Neuquén. Als kleines Zentrum des Weinbaus gilt die Gemeinde San Patricio del Chañar. Wie fast überall in Argentinien ist man auf das Wasser der Flüsse zur Bewässerung angewiesen.
85 Prozent der 1.373 Hektar bestockter Rebfläche sind mit roten Rebsorten wie Malbec, Cabernet Sauvignon und Syrah bepflanzt. Der Region wird jedoch ein hohes Potential für gute Rotweine aus Merlot und Pinot Noir sowie hervorragende Schaumweine bescheinigt.